# Hầm mộ Ħal Saflieni
Hầm mộ Ħal-Saflieni (Hypogeum Ħal-Saflieni) là một cấu trúc ngầm bí mật thời đại đồ đá mới thuộc Giai đoạn Saflieni (3.300-3.000 TCN) nằm ở thị trấn Paola, Malta. Nó thường đơn giản được gọi là Hypogeum (tiếng Malta: Ipoġew), nghĩa đen có nghĩa là "ngầm" trong tiếng Hy Lạp. Nó được cho là một thánh địa và nghĩa địa lớn với di cốt 7.000 cá nhân riêng lẻ được các nhà khảo cổ học ghi nhận lại, và là một trong những ví dụ được bảo tồn tốt nhất của nền văn hóa xây dựng đền thờ ở Malta, là nền văn hóa cũng tạo ra Các đền thờ cự thạch và Vòng tròn đá Xagħra.

## Lịch sử
Nó được tình cờ phát hiện vào năm 1902 khi các công nhân xây bể chứa nước của một dự án phát triển nhà đã cắt phá phải phần nóc của cấu trúc. Ban đầu, các công nhân cố tình che giấu về sự có mặt của nó nhưng cuối cùng nó đã được đưa ra thế giới. Nghiên cứu ban đầu được thực hiện bởi nhà khảo cổ học người Malta Manuel Magri, người đã thay mặt cho Ủy ban Bảo tàng Quốc gia tiến hành các cuộc khai quật từ tháng 11 năm 1903. Trong các cuộc khai quật, một phần di cốt người và đồ vật đi kèm đã bị loại bỏ ra khỏi mục lục lưu trữ và nghiên cứu. Mọi thứ trở lên rối tung hơn khi Magri qua đời vào năm 1907 khi thực hiện công việc truyền giáo ở Tunisia và nhiều báo cáo của ông về Hypogeum đã bị mất.
Công việc được tiếp tục thực hiện bởi Sir Themistocles Zammit, người đã cứu vãn những gì có thể. Ông bắt đầu cho xuất bản một loạt các báo cáo vào năm 1910 và tiếp tục công việc khai quật đến năm 1911, và những phát hiện của ông đã được lưu trữ tại Bảo tàng Khảo cổ Quốc gia Malta ở thủ đô Valletta. Hypogeum lần đầu tiên được mở cửa cho du khách vào năm 1908 trong khi các cuộc khai quật vẫn đang diễn ra.
Những nỗ lực thực sự để bảo tồn địa điểm này bắt đầu vào năm 1991 khi nó được đóng cửa trong một thập kỷ để sắp xếp cho các cuộc ghé thăm sau đó. Năm 2011, một chương trình chuyên sâu hơn đã được đưa ra để theo dõi quá trình đổ nát của địa điểm. Hypogeum đã mở cửa trở lại vào tháng 5 năm 2017, sau khi đóng cửa một năm để cải thiện hệ thống quản lý môi trường.